# Holland Series 2006
De Holland Series 2006 van de Honkbal hoofdklasse 2006 begon op donderdag 21 september 2006 en duurde t/m zondag 1 oktober 2006. Aan deze Holland Series deden Corendon Kinheim en Konica Minolta Pioniers mee. Opvallend is dat de kampioen van de laatste 7 jaar, DOOR Neptunus, niet aan deze Holland Series meedoet. Zij werden in de Play-Offs uitgeschakeld door Konica Minolta Pioniers. Net als bij de Play-Offs moest je 3 wedstrijden winnen om kampioen van Nederland te worden.
Op zondag 1 oktober 2006 viel in de laatste wedstrijd pas de beslissing en dat gebeurde door een 13-5-overwinning van Corendon Kinheim en daardoor zijn zij de kampioen van de Honkbal hoofdklasse 2006.

## Uitslagen / Programma
| Datum             | Thuis                   | Uitslag | Uit                     |
| ----------------- | ----------------------- | ------- | ----------------------- |
| 21 september 2006 | Corendon Kinheim        | 5 - 10  | Konica Minolta Pioniers |
| 23 september 2006 | Konica Minolta Pioniers | 1 - 6   | Corendon Kinheim        |
| 24 september 2006 | Corendon Kinheim        | 4 - 7   | Konica Minolta Pioniers |
| 30 september 2006 | Konica Minolta Pioniers | 5 - 6   | Corendon Kinheim        |
| 1 oktober 2006    | Corendon Kinheim        | 13 - 5  | Konica Minolta Pioniers |

## Stand
| Thuis            | Stand | Uit                     |
| ---------------- | ----- | ----------------------- |
| Corendon Kinheim | 3 - 2 | Konica Minolta Pioniers |